# Contrepoids
 (mars 2010).
Si vous disposez d'ouvrages ou d'articles de référence ou si vous connaissez des sites web de qualité traitant du thème abordé ici, merci de compléter l'article en donnant les références utiles à sa vérifiabilité et en les liant à la section « Notes et références ».
Un contrepoids est une masse inerte (béton, fonte haute densité, etc.) utilisée pour contrebalancer le poids de la charge dans un mécanisme de levage. Disposé à l'extrémité opposée de la charge à soulever, dans un système à levier ou à poulie, le contrepoids facilite la manœuvre des charges lourdes.

## Histoire
Au fil de l'histoire, la technique du contrepoids a été utilisée dans les balistes et les horloges.
La grande galerie de la pyramide de Khéops a pu servir au déplacement d'un contrepoids.

## Quelques exemples
Un ou des contrepoids sont utilisés dans les ascenseurs classiques, tracteurs, barrières ou ponts à bascules.

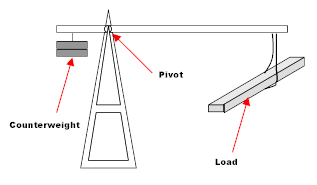
Un contrepoids.
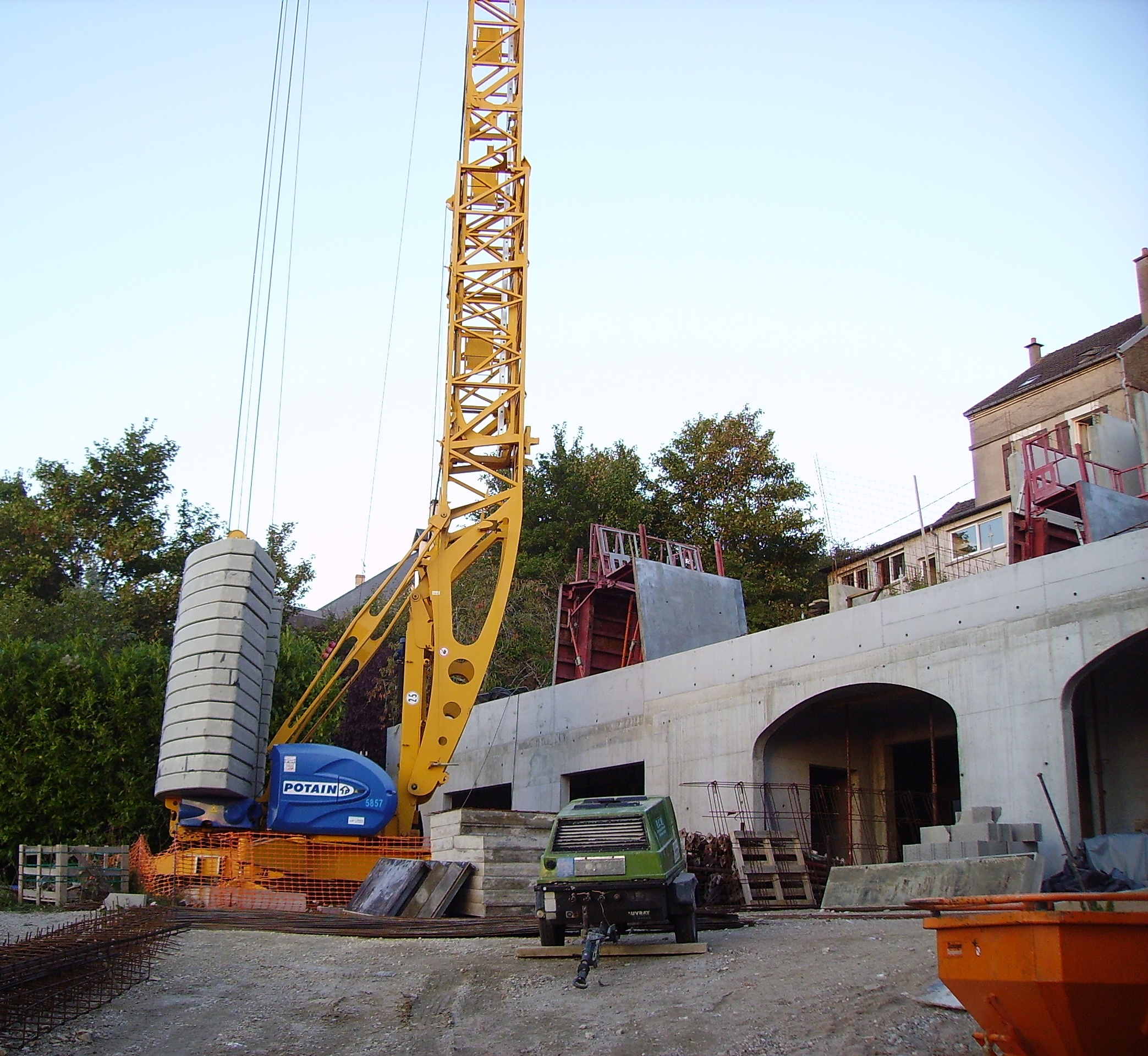
Contrepoids de 33 t sur la base d'une grue à tour.
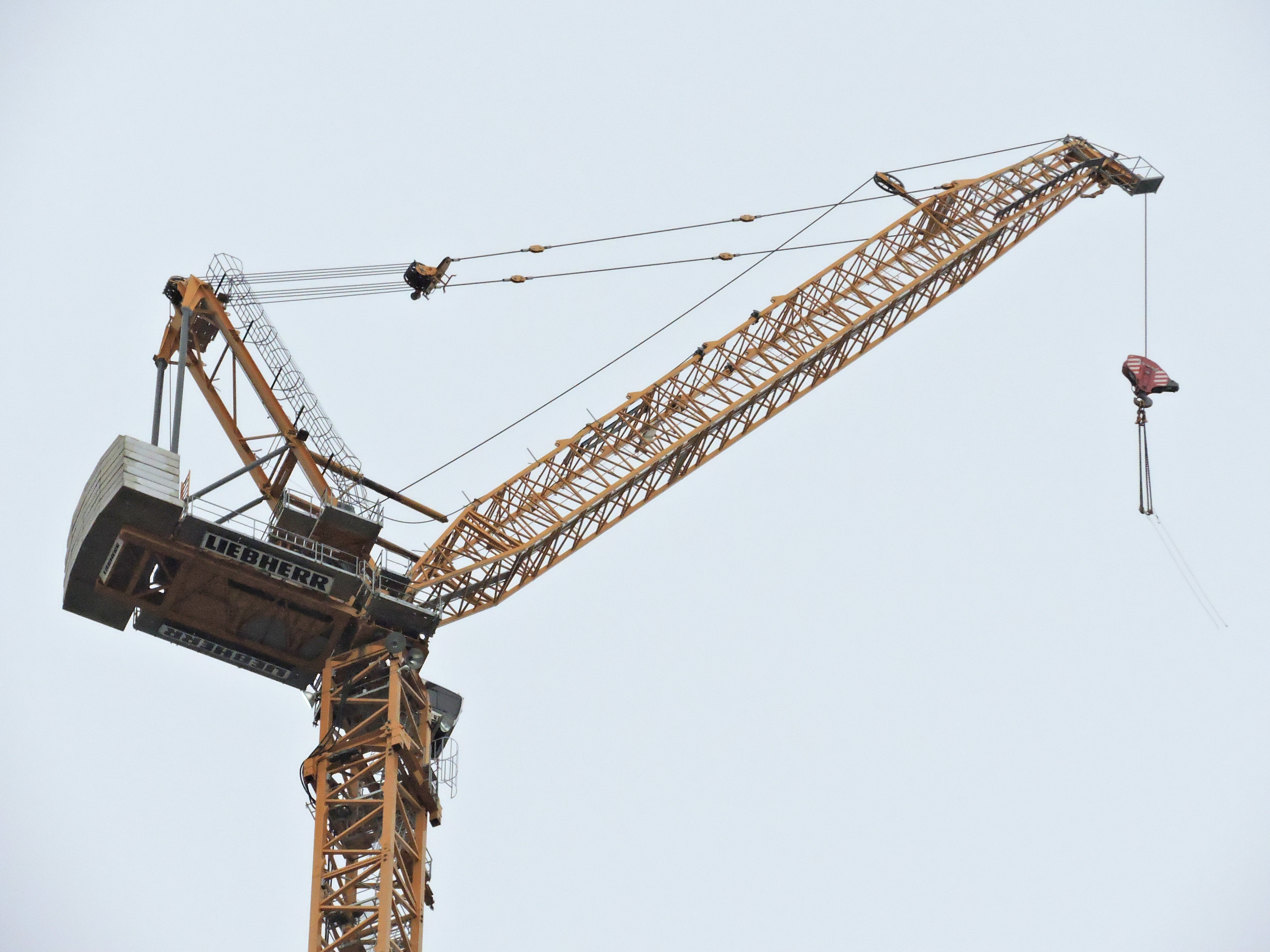
Contrepoids d'une grue à tour.
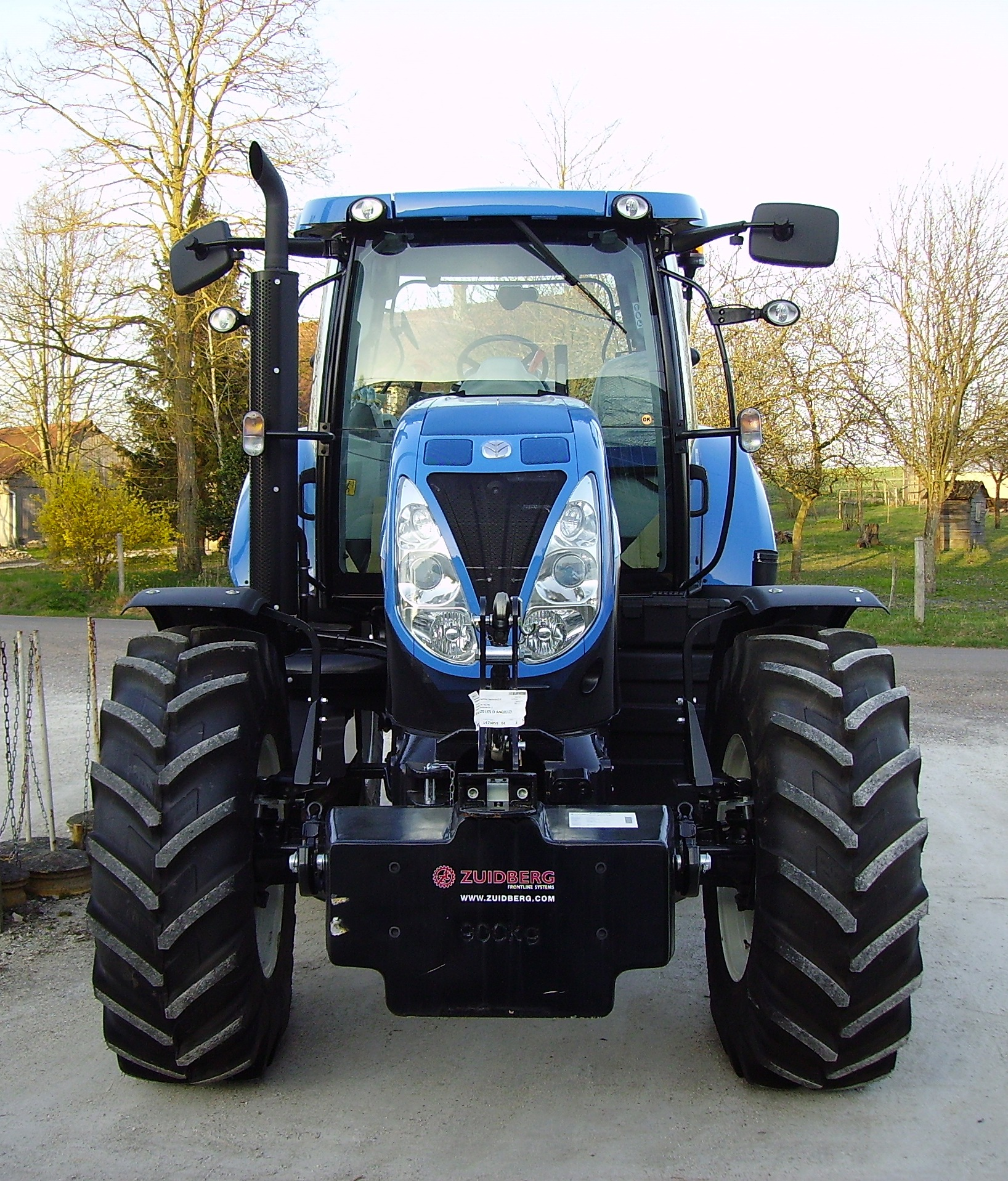
Contrepoids[1] de 900 kg à l'avant d'un tracteur.